# 빈센트 피아자

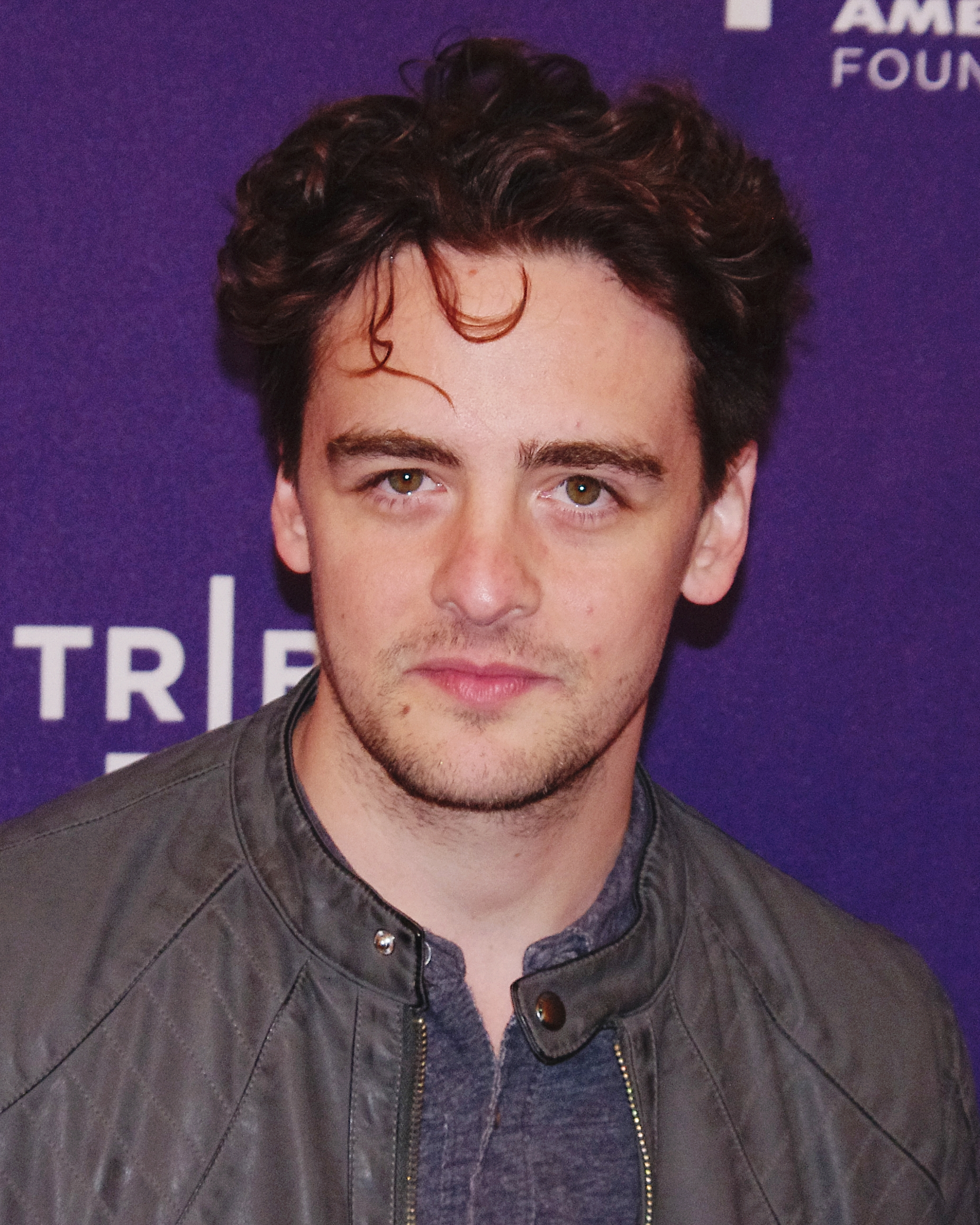

빈센트 피아자(Vincent Piazza, 1976년 5월 25일 ~ )는 미국의 배우이다.
퀸스에서 태어났다.

## 출연 작품
- 네버 히어 (2017년)
- 더 인터벤션 (2016년)
- 더 워너비 - 존 고티 (2015년)
- 3 나잇 인 더 데저트 (2014년)
- 저지 보이즈 (2014년) - 토미 드비토 역
- 폴리쉬 바 (2010년)
- 어쌔신네이션 (2008년)
- 굿바이 베이비 (2007년)
- 로켓 사이언스 (2007년)

### 텔레비전
- 뉴욕 특수수사대 (2006)
- 소프라노스 (2007)
- 로앤오더 (2007)
- 레스큐 미 (2007)
- 내가 그녀를 만났을 때 (2009)
- 보드워크 엠파이어 (2010-14) - 러키 루치아노 역
- 퍼시픽 림: 어둠의 시간 (2021) - 목소리
- 털사 킹 (2022)